# Илир Тафа
Илир Тафа (Липљан, 1974) босанскохерцеговачки је телевизијски глумац, албанског порекла.

## Биографија
Тафа је рођен 1974. године у Липљану. Један је од најпознатијих и најпопуларнијих глумаца на Косову и Метохији и иностранству. Играо је у многим филмским и позоришним пројектима на Косову и Метохији и иностранству, а посебно у Босни и Хрватској. Илир Тафа има највећу високу стручну спрему у области глуме и истовремено предаје предмет Дикцију на приватном универзитету у Приштини. Од 2009. учествовао је у многим позоришним, филмским и телевизијским пројектима. Због његове улоге Ментора у серији „Луд, збуњен, нормалан” постао је популаран у целом региону бивше Југославије.

## Филмографија
| Год.       | Назив                 | Улога         |
| ---------- | --------------------- | ------------- |
| 2010-е     |                       |               |
| 2012.      | Код живих             | Циле          |
| 2012—2016. | Луд, збуњен, нормалан | Ментор Косова |
| 2016.      | Живи цвет             | Ник           |
| 2018.      | Конак код Хилмије     | Ругоба Агими  |